# وليد الديني
وليد عمر الديني هو لاعب كرة قدم سعودي يلعب حالياً.
لعب في الفئات السنية في النادي الأهلي ونادي الانتصار ونادي العدالة ونادي الجندل ونادي النهضة .